# Polizia romena
La Polizia romena (in rumeno: Poliția Română), nome completo Ispettorato generale della Polizia romena (Inspectoratul General al Poliția Română – IGPR) è la forza di polizia nazionale e civile, principale struttura per l'applicazione della legge in Romania.
È subordinata al Ministero degli affari interni.

## Storia
Le prime testimonianze della Polizia rumena risalgono al periodo di Basarab V Neagoe e Michele il Bravo con la creazione di un'istituzione (Agia), continua con il regno di Michael Sutzu (organizzazione della guardia della capitale, emissione di documenti di identità e di regolazione), e dal 1806 gli organi di sicurezza e l'ordine nella capitale ricevono il nome generico di polizia.
Nel 1821, Tudor Vladimirescu esenti da imposte quelli praticati per mantenere l'ordine pubblico e tutelare la proprietà dei cittadini, e nel 1831, i regolamenti organici, vengono estesi i poteri della polizia. Durante la Rivoluzione del 1848 vi è la riorganizzazione delle forze di polizia, l'apparizione del capo della polizia della capitale, che è soggetto a Guardia Municipale.
Il 9 giugno 1850, il principe Ghica Voda emette la "Cronica polițienească", in cui 158 articoli rappresentano i compiti di "alta polizia", vengono così per la prima create le strutture centrali responsabili per l'organizzazione e il coordinamento della polizia.
Poiché l'organizzazione emanata con l'Atto di Alexandru Ioan Cuza (4 novembre 1860), seguito dalla Legge Vasile Lascar (1º aprile 1903) e la "Legge per l'organizzazione della polizia generale dello Stato" (8 luglio 1929), i poteri della polizia sono estesi e le relazioni con le altre strutture statali vengono meglio regolate.
Con il Decreto n. 25 del 23 gennaio 1949 che istituisce la milizia, poi dal Decreto - Legge n. 2/27 del dicembre 1989 ristabilizza la polizia rumena le cui competenze verranno spiegate successivamente dalla Legge n. 26 del 18 maggio 1994 e dalla Legge 218 del 23 aprile 2002. Dal 1990, la Polizia romena ha subito diverse fasi di lavorazione per garantire la sicurezza delle persone, delle comunità, dei diritti legittimi dei cittadini e di altri diritti sanciti dagli strumenti internazionali di cui la Romania è parte.

## Organizzazione
L'Ispettorato generale della Polizia romena è l'unità centrale di polizia della Romania, che gestisce, guida, supporta e controlla l'attività delle unità di polizia rumene, indaga e analizza molti reati gravi legati alla criminalità organizzata, bancaria ed economica, finanziaria o crimine di genere, o per altri reati che costituiscono l'oggetto delle cause penali indagate dalla Procura della Repubblica presso l'Alta corte di cassazione e giustizia, e che dispone di tutte le altre attribuzioni assegnate dalla legge.
L'organigramma dell'Ispettorato generale della Polizia romena comprende direzioni generali, direzioni, servizi e uffici, stabiliti dal decreto del Ministro dell'amministrazione e dell'interno.
L'Ispettorato generale è sotto il comando di un ispettore generale nominato dal Ministro dell'amministrazione e dell'interno.

### Smilitarizzazione della polizia
La smilitarizzazione della polizia venne richiesta nel 1998 da alcuni politici. Il processo ha avuto luogo nel corso dell'anno 2002, essendo una necessità per l'integrazione nell'Unione europea. In seguito a questo processo, la professione di poliziotto è stata ridefinita, è entrata nella lista delle professioni in Romania.

### Unità centrali
- Direzione generale per la lotta contro la criminalità organizzata - con 5 direzioni centrali (Direzione Antidroga, Direzione per la lotta al traffico di esseri umani, Direzione per la lotta contro il finanziamento del terrorismo e il riciclaggio di denaro, Direzione per le Operazioni Speciali) e 15 brigate regionali per il contrasto della criminalità organizzata. Le Brigate sono unità specializzate la cui responsabilità è il contrasto e la repressione della criminalità organizzata, il traffico di droga, traffico di esseri umani, l'immigrazione clandestina, il crimine informatico, la frode fiscale grave, il finanziamento del terrorismo e il riciclaggio di denaro.
- Direzione generale per le indagini - con 3 direzioni centrali: Direzione per le investigazioni anti-frode, Direzione contro il crimine, Direzione contro le armi da fuoco, esplosivi e sostanze tossiche.
- Direzione generale di pubblica sicurezza - con 3 direzioni centrali: Direzione per l'ordine pubblico, Direzione della Polizia stradale, Direzione della Polizia dei trasporti.
- Direzione generale della Polizia amministrativa - con 4 direzioni centrali: Istituto forense, Direzione per il casellario giudiziale,  Registro di bilancio del sistema operativo, Direzione per la gestione logistica, Direzione per l'IT & C.

Sotto il comando dell'Ispettorato generale la Polizia romena gestisce una squadra di intervento specializzato, il Servizio indipendente di interventi e operazioni speciali.

### Unità territoriali
La polizia rumena è suddivisa in 41 Ispettorati di Contea della Polizia, corrispondente ad ogni contea (Județ), La Direzione generale della polizia ha sede a Bucarest.
Ogni Ispettorato di Contea della Polizia ha un'unità di reazione rapida (Detaşamentul de Politie pentru Interventie Rapida, "Squadra di Intervento Rapido della Polizia"). L'unità simile aggregata alla Polizia di Bucarest si chiama Serviciul de Politie pentru Interventie Rapida ("Servizio di Intervento Rapido della Polizia").

## La Polizia rumena oggi
Dal Ministero degli Interni si stanno prendendo in considerazione le norme di allineamento della polizia rumena ai parametri UE, rafforzando l'istituzione civile per il bene del singolo e della comunità locale.

## Strutture e attrezzature

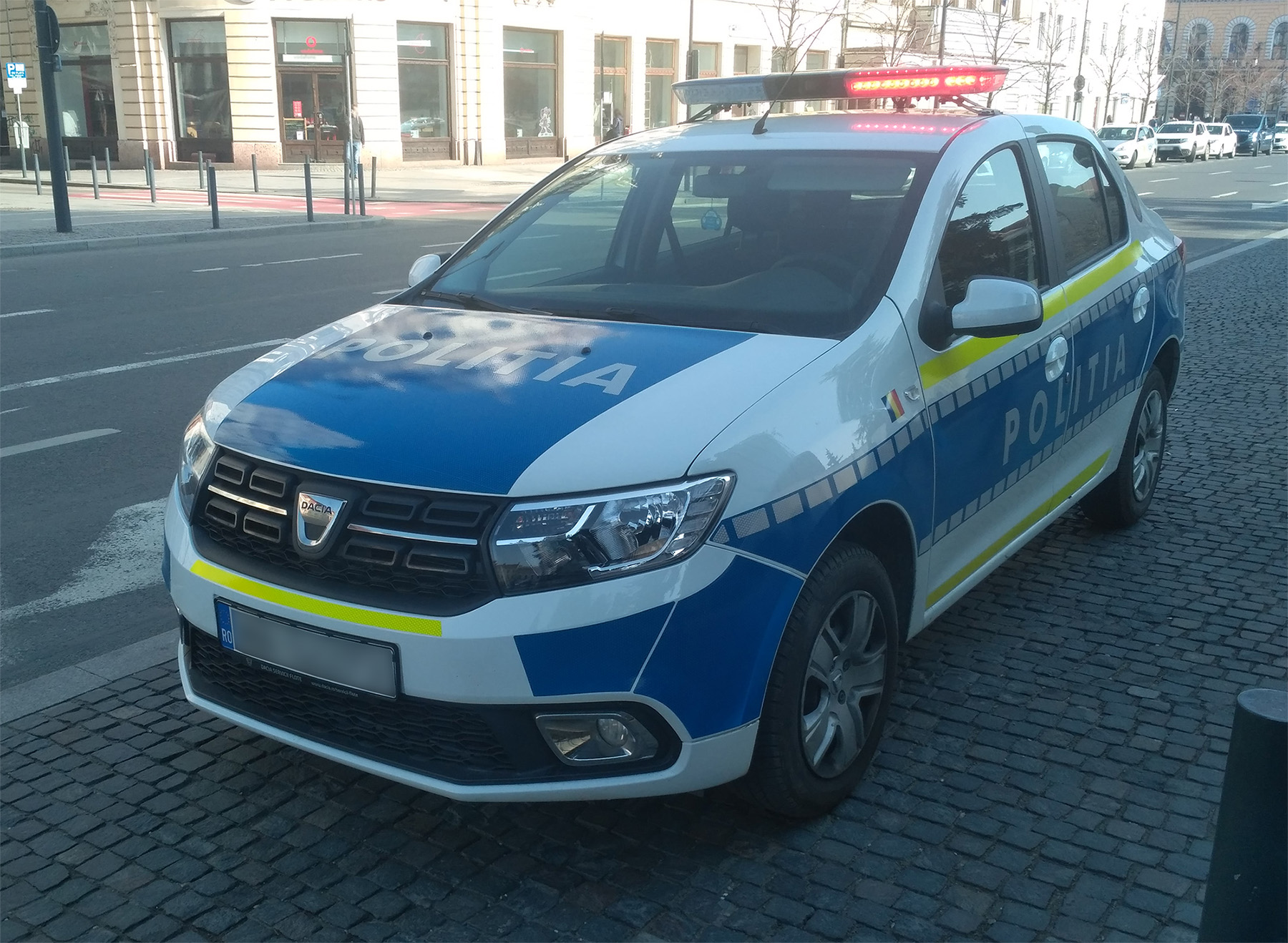
Veicolo della polizia romena con nuova colorazione

La polizia rumena ha complessivamente circa 9.500 veicoli d'intervento. La flotta è in gran parte composta da Dacia Logan e vari veicoli Volkswagen. La Mercedes Vito è un altro modello in uso, utilizzato dalle forze speciali, dalla Polizia di Frontiera e altri corpi. La Polizia Stradale utilizza la BMW, la Seat e veicoli Lotus, usati per inseguimenti in strada. Di recente aggiunta l'Alfa Romeo Giulia Veloce.
La polizia usa anche elicotteri per la sorveglianza aerea e di risposta immediata. Il produttore più comune è Eurocopter.
I poliziotti in servizio portano una pistola a lato (di solito una pistola Glock Carpaţi o un'arma semi-automatica), un paio di manette, un bastone estensibile, un dispositivo di comunicazione radio e di identificazione.

## Gradi
- Ufficiali di polizia (comprende agenti di polizia con istruzione superiore):

| Grado                           | Insegna |
| ------------------------------- | ------- |
| Questore-generale di polizia    |         |
| Questore-capo di polizia        |         |
| Questore principale di polizia  |         |
| Questore di polizia             |         |
| Commissario-capo di polizia     |         |
| Commissario di polizia          |         |
| Sotto commissario di polizia    |         |
| Ispettore principale di polizia |         |
| Ispettore di polizia            |         |
| Sotto ispettore di polizia      |         |

- Agenti di polizia (comprende agenti di polizia con studi liceali o post-liceali con diploma):

| Grado                             | Insegna |
| --------------------------------- | ------- |
| Agente-capo principale di polizia |         |
| Agente-capo di polizia            |         |
| Agente-capo aggiunto di polizia   |         |
| Agente principale di polizia      |         |
| Agente di polizia                 |         |

L'articolo 73 di questa legge prevede che: "Al momento dell'entrata in vigore della presente legge militare dei ranghi della polizia sarà equivalente a ranghi professionali, in base alla loro formazione e studi ciascuno, pur mantenendo i diritti acquisiti in precedenza, come segue:"
A. Ufficiali di polizia:
- a) sotto luogotenente diventa sotto-ispettore di polizia;
- b) tenente diventa ispettore di polizia;
- c) capitano diventa ispettore capo di polizia;
- d) maggiore diventa commissario di polizia;
- e) tenente colonnello diventa commissario di polizia;
- f) colonnello diventa commissario capo di polizia;
- g) brigadiere diventa questore di polizia;
- h) generale maggiore diventa questore di polizia;
- i) tenente generale diventa vicequestore di polizia;
- j) generale diventa questore capo di polizia.

B. Agenti di polizia:
- a) classe sottufficiale IV e sergente maggiore diventa agente di polizia;
- b) grado maresciallo III e warrant - agente principale di polizia;
- c) sottufficiale di seconda classe e sergente maggiore diventa agente di polizia scelto;
- d) classe sottufficiale e NCO diventa agente principale di polizia;
- e) classe sottufficiale e capo sottufficiale diventa agente-capo principale di polizia.

## Elenco dei comandanti
- Nicholas Berechet: 6 novembre 1997 - 26 gennaio 2001
- Florin Sandu: 29 gennaio 2001 - 27 novembre 2003
- Dumitru Sorescu: 27 novembre 2003 - 20 gennaio 2005
- Dan Valentin Fătuloiu: 20 gennaio 2005 - 9 agosto 2007
- Gheorghe Popa: 3 ottobre 2007 - 16 ottobre 2008
- Petre Toba: gennaio 2009 - 23 novembre 2010
- Liviu Popa: 23 novembre 2010 - 15 maggio 2012
- Petre Toba: 15 maggio 2012 - presente

## Competenze
- Protezione del cittadino e mantenimento dei suoi diritti
- Prevenzione e repressione del crimine
- Mantenimento dell'ordine pubblico e della sicurezza

## Ranghi
Prima del 2002, la Polizia Nazionale ha avuto uno status militare e un sistema di classificazione militare. Nel giugno 2002 è diventata una forza di polizia civile (il primo servizio di polizia in Europa orientale a farlo).